# 東宮下

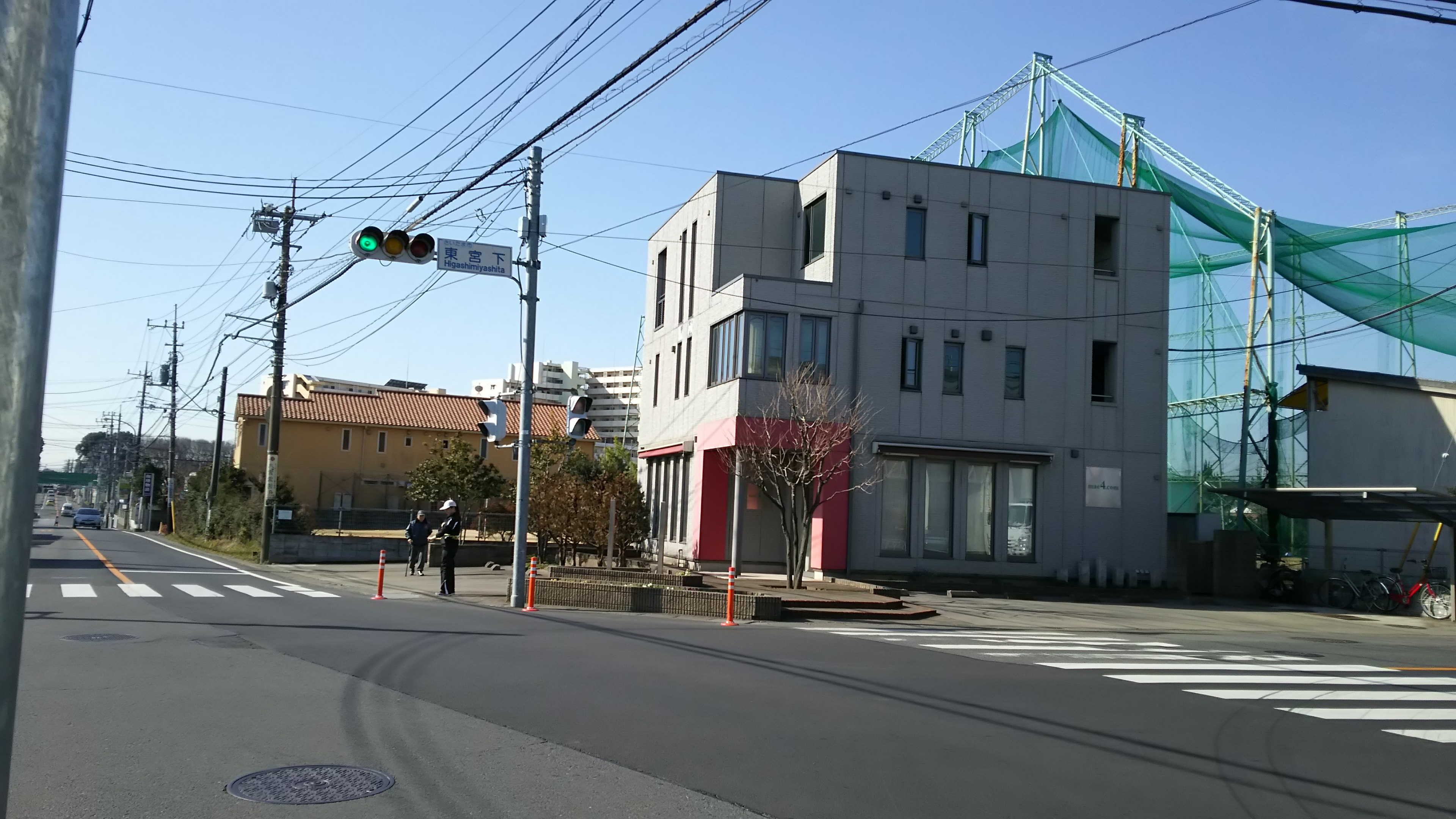
東宮下交差点

東宮下（ひがしみやした）は、埼玉県さいたま市見沼区の町丁および大字。現行行政地名は東宮下一丁目から東宮下三丁目および大字東宮下。住居表示未実施地区。郵便番号は337-0012。本項では、かつて同地域に存在した北足立郡東宮下村（ひがしみやしたむら）についても記す。

## 地理
さいたま市見沼区東端部に位置する。西で新堤、東門前および風渡野に、北で宮ヶ谷塔に、南で大谷および膝子に、東で岩槻区加倉および同谷下に隣接し、概ね綾瀬川の右岸に位置する。町域の中央部に大宮台地が南北に細長くあるほかは、主に低地となっている。
埼玉県道65号さいたま幸手線が縦断し、南部を埼玉県道105号さいたま鳩ヶ谷線が通過する。
住宅地と農地が混在し、概ね埼玉県道65号さいたま幸手線以東が東宮下一丁目 - 三丁目で、その他が大字東宮下である。また、見沼代用水東縁の直下には活断層の綾瀬川断層が存在することで知られている。

### 区域区分
- 市街化区域[6]
  - 大字東宮下の一部
    - 概ね埼玉県道105号さいたま鳩ヶ谷線沿いから見沼代用水東縁以西
- 市街化調整区域
  - その他の大字東宮下
    - 概ね見沼代用水東縁以東、ならびに埼玉県道65号さいたま幸手線以東

  - 東宮下一丁目 - 三丁目全域

### 河川
- 見沼代用水東縁
- 綾瀬川
- 加田屋川

## 小字

### 大字東宮下
- 梅ノ木、相ノ谷、諏訪、西、新西
  - 字梅ノ木及び字相ノ谷一帯は「大宮神宮台ニュータウン」と呼ばれる住宅団地になっている。並行して流れる見沼代用水東縁と、住宅団地の商店街通りに架かる橋を「梅の木橋」と言う。

### 東宮下一丁目 - 三丁目
- 子ノ神、宮ノ下、原口、塚ノ下、薬師下、中里、下ノ里
  - 町名地番変更により消滅した。
  - 旧字下ノ里の名は「下里公園」として残る。また、旧字中里にある東京ガス大宮東バルブステーション建設時に遺跡の発掘調査が行われ、その遺跡を「中里遺跡」という。

## 歴史
かつては武蔵国足立郡南部領、古くは風渡野郷堀崎荘に属していたという。江戸時代初期、寛永年間（1624年 - 1645年）に、風渡野村から分村した宮下村が前身。宮之下・宮ノ下とも称した。同時期、当村から中里村が一旦分村したが、元禄期には当村に含まれ小字となっている。村高は正保年間の『武蔵田園簿』では338石余（田7町余、畑16町余）、『元禄郷帳』では529石余、『天保郷帳』では691石余であった。助郷は日光御成街道岩槻宿に出役していたが、同大門宿や中山道大宮宿にも代出役していた。化政期の戸数は67軒で、村の規模は東西10町、南北12町余であった。地理的に河川に近いため、度々堤防の決壊被害や大水に見舞われていたという。

### 地名の由来
諸説あるが、宮下村の字原口の氷川神社の南に、字宮ノ下に今は無き宝光院が存在した、このお寺の下に位置したことから。

### 沿革
- 初め幕府領、慶長年間（1596年 - 1615年）より一部が旗本三浦氏の知行となった後、この領地は1652年（承応元年）より幕府領に戻る時期を経た後、1697年（元禄10年）より宮崎氏の知行[7]。また、残りの幕府領は1630年（寛永7年）より旗本遠山氏の知行[7]。また、元禄期の中里村の合併により含まれた中里は旗本菅沼氏の知行[7]。なお、検地は1687年（貞享4年）および1690年（元禄3年）に実施。
- 1727年（享保12年）より見沼が干拓され[9]、村内に見沼代用水が1728年（享保13年）開削。
- 1731年（享保16年）より見沼通船が開始、村内に宮下河岸が設置される[10][7]。
- 1828年（文政11年）より岩槻宿寄場西組39か村組合に所属[7]。
- 幕末時点では足立郡宮下村であった。明治初年の『旧高旧領取調帳』の記載によると、知行は旗本菅沼藤十郎・遠山源太郎の相給であった[11]。
- 1879年（明治12年）3月17日 - 郡区町村編制法の埼玉県での施行により北足立郡の所属となる。それに伴い、郡内に同名の村が所在（現：上尾市西宮下）したことから東宮下村に改称[7]。
- 1889年（明治22年）
  - 4月1日 - 町村制の施行により、北足立郡東宮下村が単独で自治体を形成[8]。大字はなし。大谷村、猿ヶ谷戸村、新堤村、膝子村、東門前村、風渡野村と大谷村外6ヶ村組合を結成し、組合役場を猿ヶ谷戸村に設置。
  - 6月1日 - 大谷村外6ヶ村組合が、同名の大谷村（現・上尾市）との同名回避のため、膝子村外6ヶ村組合に改称される。
- 1901年（明治34年） - 地内に成徳尋常小学校（現・さいたま市立七里小学校）が移転する。
- 1913年（大正2年）4月2日 - 膝子村外6ヶ村組合を解消し、7村の区域をもって七里村が発足[12]。同日東宮下村廃止。七里村の大字東宮下となる。
- 1955年（昭和30年）1月1日 - 七里村が大宮市に編入合併される[12]。大宮市の大字となる。
- 1963年（昭和38年） - 一部の地域を岩槻市に編入する[8]。
- 1967年（昭和42年）3月31日 - 地内に七里幼稚園（現・七里ふたばこども園）が開園する[13]。
- 1977年（昭和52年）4月1日 - 地内に大宮市立七里中学校（現・さいたま市立七里中学校）が開校する[14]。
- 1979年（昭和54年）4月1日 - 地内に大宮市立東宮下小学校（現・さいたま市立東宮下小学校）が開校する[15]。
- 1981年（昭和56年）10月21日 - 町名地番変更により、大字東宮下の一部から東宮下一丁目 - 三丁目が成立[16]。
- 2001年（平成13年）5月1日 - 浦和市・大宮市・与野市が合併し、さいたま市が発足。同市の町丁および大字となる。
- 2003年（平成15年）4月1日 - さいたま市が政令指定都市に移行し、同市見沼区の町丁および大字となる。
- 2014年（平成26年）3月 - 地内に東宮下親水公園が開設される[17]。

## 世帯数と人口
2017年（平成29年）9月1日時点の世帯数と人口は、以下のとおりである。
| 丁目・大字   | 世帯数    | 人口    |
| ------------ | --------- | ------- |
| 大字東宮下   | 1,651世帯 | 3,645人 |
| 東宮下一丁目 | 99世帯    | 187人   |
| 東宮下二丁目 | 183世帯   | 442人   |
| 東宮下三丁目 | 48世帯    | 128人   |
| 計           | 1,981世帯 | 4,402人 |

## 小・中学校の学区
市立小・中学校に通う場合、学区（校区）は以下のとおりとなる。
| 大字・丁目   | 区域            | 小学校                   | 中学校                 |
| ------------ | --------------- | ------------------------ | ---------------------- |
| 大字東宮下   | 2025 - 2041番地 | さいたま市立東宮下小学校 | さいたま市立七里中学校 |
| 大字東宮下   | その他          | さいたま市立七里小学校   | さいたま市立七里中学校 |
| 東宮下一丁目 | 全域            | さいたま市立七里小学校   | さいたま市立七里中学校 |
| 東宮下二丁目 | 全域            | さいたま市立七里小学校   | さいたま市立七里中学校 |
| 東宮下三丁目 | 全域            | さいたま市立七里小学校   | さいたま市立七里中学校 |

## 交通

### 鉄道
地内に鉄道路線は通っていない。最寄り駅は地点によって異なり、東武野田線（東武アーバンパークライン）の七里駅、または同岩槻駅である。

### 道路
- 埼玉県道65号さいたま幸手線（日光御成街道）
- 埼玉県道105号さいたま鳩ヶ谷線

### バス
- 東武バスウエスト
  - 岩槻営業所
    - 岩01：北浦和駅 - 浦高前 - 皇山道 - 山崎 - 御蔵騎西屋前 - 向大谷 - 宮下 - 加倉 - 岩槻駅
    - 岩02：北浦和駅 - 浦高前 - 皇山道 - 山崎 - 御蔵騎西屋前 - 向大谷 - 宮下
    - 岩02：北浦和駅→浦高前→皇山道→山崎→東新井団地→御蔵騎西屋前→向大谷→宮下
（北浦和駅21:00発以降。深夜バスも運行・平日5本、土曜1本）
    - 岩04：浦和駅 - 常盤二丁目 - 北浦和駅 - 浦高前 - 皇山道 - 山崎 - 御蔵騎西屋前 - 向大谷 - 宮下

  - 大宮営業事務所
    - 大50：大宮駅東口 - 堀の内 - 導守 - タムロン前 - 半縄橋（大宮東警察署前） - 加倉 - 岩槻駅
（大宮駅東口→岩槻駅に深夜バスも運行・平日のみ1本）
    - 大50：大宮駅東口 - 堀の内 - 導守 - タムロン前 - 半縄橋（大宮東警察署前） - 東宮下 - 宮下
- 国際興業バス
  - さいたま東営業所
    - 東大81：さいたま東営業所 - 神宮台入口 - 七里駅入口 - 深作中 - アーバンみらい - 丸ヶ崎火の見下 - 東大宮駅
（東大宮駅→さいたま東営業所に深夜バスも運行・平日のみ2本）
    - 七里01：さいたま東営業所 - 神宮台入口 - 七里駅入口 - 深作中 - アーバンみらい
- さいたま市コミュニティバス
  - 見沼区コミュニティバス：国際興業バスさいたま東営業所に運行を委託
    - さぎ山ルート：大谷県営住宅 - 七里学校前 - 大谷中学校 - 大和田駅 - 見沼区役所 - 七里駅西 - 大谷県営住宅 - 片柳コミュニティセンター - 染谷南 - さぎ山記念公園（構内）
    - 沖郷ルート：大谷県営住宅 - 七里学校前 - 大谷中学校 - 大和田駅 - 見沼区役所 - 七里駅西 - 大谷県営住宅 - 片柳コミュニティセンター - 染谷南 - 沖郷会館

## 地域

### 住宅団地
大字東宮下
- 大宮神宮台ニュータウン
- 七里第二団地

### 県営住宅
大字東宮下
- 大宮東宮下住宅
  - 通称名：県営大宮東宮下団地。概ね団地の北半分が大字新堤に、南半分が大字大谷に属するが、団地の東側にある高層団地1 - 6号棟のうち1 - 5号棟が当地区内にあたる。6号棟は大字大谷に属する。

### 施設
大字東宮下
- 大宮東警察署 七里交番
- さいたま市立七里小学校
- さいたま市立東宮下小学校
- 七里ふたばこども園
- ソラスト七里
- 東武バスウエスト宮下バス停〈折返場〉
- 武蔵野銀行七里支店
- さいたま記念病院
- 七里公民館
- 特別養護老人ホーム 見沼さくらの杜
- 神宮台自治会館
- 神宮台第1公園
- 神宮台第2公園
- 諏訪神社
- 第六天神社

東宮下一丁目
- さいたま市立七里中学校
- 特別養護老人ホーム 恵の里
- 介護老人保健施設 七里
- 下里公園
- 東宮下八幡神社

東宮下二丁目
- 東宮下親水公園 - 都市公園

東宮下三丁目
- 氷川神社
- 大宮霊園